# Michael Lardie
Michael Lardie (Anchorage, 8 de setembro de 1958), é um músico norte-americano.